# Ca' Sabbioni
Ca' Sabbioni è una località del comune di Venezia situata nella terraferma (municipalità di Marghera).
Comprende 562 abitanti, e si trova ad un'altitudine di 2 m s.l.m.

## Clima
Il clima è umido e subtropicale. La temperatura media è di 15 °C, il mese più caldo è luglio con 29 °C di media, e il più freddo dicembre con 4 °C di media.
La piovosità media è di 1.375 millimetri all'anno. Il mese più piovoso è stato novembre, con 192 millimetri di pioggia, e il mese meno piovoso giugno, con 43 millimetri. (Dati del 2016)

## Storia
L'insediamento di nuova fondazione fu realizzato dall'Istituto Fascista Autonomo Case Popolari tra il 1929 e il 1938, bonificando un'area paludosa nota nel Medioevo come Sablonis sulla riva sinistra del naviglio del Brenta ed edificando inizialmente 74 alloggi e contemporaneamente alle località di Ca' Brentelle (126 alloggi) e Ca' Emiliani (128 alloggi) per ospitare le famiglie più povere trasferite forzatamente dalla Sacca Fisola (nota anche come "Baia del Re") a Venezia, sfrattate a seguito dell'entrata in vigore nel 1923 della nuova legge sulla liberalizzazione degli affitti.
A seguito dello sviluppo industriale di Porto Marghera e dello spopolamento del centro storico dopo la grande alluvione di Venezia del 4 novembre 1966, la località andò ampliandosi con la costruzione di casette.

## Monumenti e luogi d'interesse
Il Forte Tron fu realizzato dal Regno d'Italia tra il 1887 e il 1890 su un'area paludosa di 18,55 ettari; a causa di cedimenti del terreno e infiltrazioni i lavori furono molto rallentati e il progetto iniziale dovette essere rivisto. Restaurato nel 1910, disponeva di sei cannoni principali a perno centrale e quattro cannoni secondari con sei mitragliatrici.
La Villa Pampado, conosciuta anche come "Osteria dei Sabbioni", è una villa veneta del XVIII secolo con pianta rettangolare e edificata su due piani, con il settore centrale rialzato di un piano e colminante con un timpano triangolare, volute laterali ed elementi acroteriali; al piano terra e primo sono presenti finestre centinate. In passato fu dimora di Gregorio Barbarigo e di monsignor Francesco, vescovo di Padova; fu anche punto di sosta e ristoro per viaggiatori.